# Diadromus pimplarius
Diadromus pimplarius là một loài tò vò trong họ Ichneumonidae.